# ماری الکساندرین بکر
ماری الکساندرین بکر (متولد پتیتیزان، متولد ۱۴ ژوئیه ۱۸۷۷ در وامونت ، بلژیک - درگذشت ۱۱ ژوئن ۱۹۴۲ در بروکسل)، ملقب به «بیوه سیاه»، یک قاتل زنجیره‌ای اهل بلژیک بود که به دلیل مسمومیت یازده نفر بین سالهای ۱۹۳۳ تا ۱۹۳۶، و تلاش برای مسموم کردن پنج نفر دیگر به اعدام محکوم شد. از آنجا که مجازات اعدام در بلژیک در سال ۱۸۶۳ اعمال نمی‌شد، حکم وی به حبس ابد تبدیل شد.

## زندگی‌نامه
ماری پتیژون در روستای وامونت نزدیک لانده و در یک محیط دهقانی به دنیا آمد. او به علت کمک به والدینش در مزارع، به ندرت در مدرسه حاضر می‌شد، اما با این وجود از کشیش روستا خواست که به او نوشتن، خواندن و حساب را بیاموزد. در شانزده سالگی، او خانواده اش را رها کرد تا با عمه ای که یک مغازه طناب‌فروشی در خیابان سنت فولین در لیژ را اداره می‌کرد، زندگی کند. او اغلب از پکت (نوعی ادویه) برای حفظ مشتری‌های مرد استفاده می‌کرد. وی در سن ۱۷ سالگی، در ۱۵ اوت ۱۸۹۶، در جشن‌های ماریان در منطقه اوترموس با اولین معشوق خود، شخصی به نام یان، ملاقات کرد. این اولین سری از ازدواجهای بسیار طولانی بود که متوقف نشد. در سال ۱۹۰۰، هنگامی که ۲۱ ساله بود، کار خود را در یک مغازه خیاطی آغاز کرد. ماری علاقه زیادی به کارش داشت و در آن کار سرآمد بود. او را زنی زیبا، سرزنده و شاد می‌دانستند که مردان را خشنود می‌کرد.

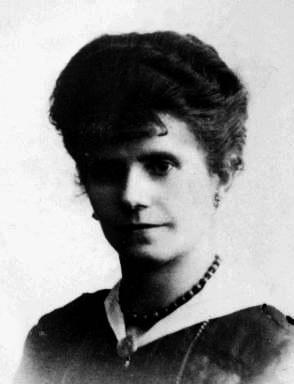
ماری بکر در سال ۱۹۰۵ (۲۶ ساله)

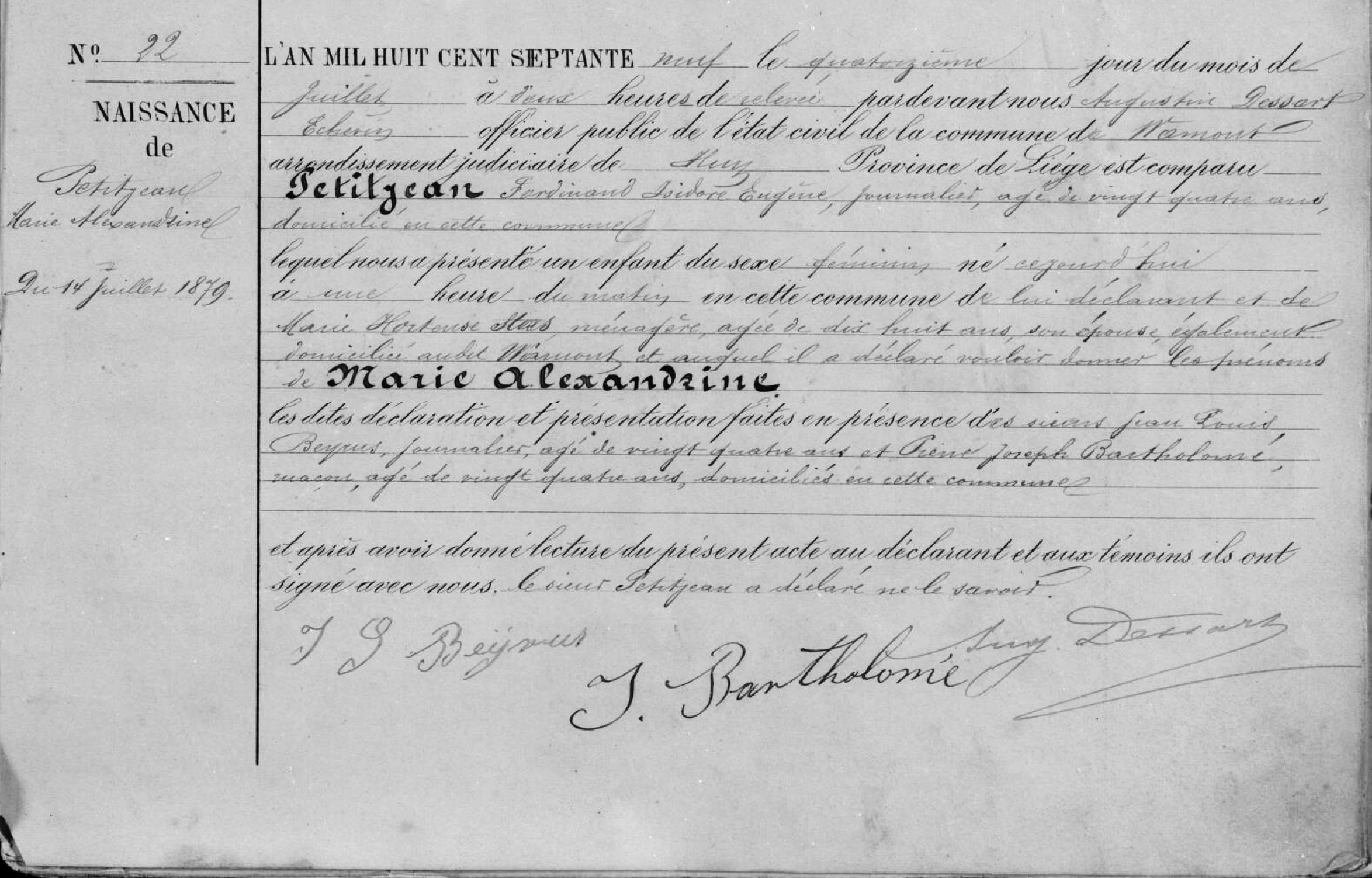
شناسنامه ماری الکساندرین پتیژون - ۱۴ ژوئیه ۱۸۷۹

در سال ۱۹۰۵، در نمایشگاه جهانی لیژ، با مردی روبرو شد که درنهایت با او ازدواج کرد - چارلز بکر. در آن زمان، او از نردبان ترقی بالا می‌رفت و از وضعیت فروشنده زن به مدیریت عمده اتصالات در فروشگاه در خیابان Pot d'Or در لیژ ترفیع گرفته بود. او اکنون خانه شخصی خود را داشت و به مناطق ثروتمند بورژوازی رفت‌وآمد می‌کرد تا به مردم مشاوره بدهد.
او در سال ۱۹۰۶ با چارلز بکر ازدواج کرد و این زوج خیلی زود به خانه مجاور کارخانه چوب‌بری خانوادگی، جایی که آقای بکر و دو پسرش چارلز جونیور و گوستاو در آنجا کار می‌کردند، نقل مکان کردند. با این حال ماری رابطه خوبی با خانواده نداشت و مرتباً با لئونتین، همسر گوستاو بحث می‌کرد. پدر با عصبانیت، چارلز جونیور را تهدید به بیرون کردن عروس خود کرد که در برسو یک شیرینی فروش بود. بدون اطلاع خانواده، تجارت به سرعت در حال سقوط بود. سپس ماری شروع به کلاهبرداری‌های بیشتر یاز شوهرش کرد، و در دادگاه توضیح داد که «مقاومت در برابر پیشرفت‌های مردان به همه زنان داده نمی‌شود.»
در سال ۱۹۱۲، چارلز پدر درگذشت، که به چارلز جونیور اجازه داد وظایف خود را در تجارت خانوادگی از سر بگیرد. سپس ماری یک کارگاه خیاطی را در یکی از اتاق‌های خانه افتتاح کرد و مشتریان زیادی را پیدا کرد. او به شدت از مدل‌های پل پوآرت الهام می‌گرفت، حتی برخی از آنها را کپی می‌کرد.
در طول جنگ جهانی اول، کارخانه چوب‌بری سخت مورد بمباران قرار گرفت اما تجارت آن‌ها همچنان رونق داشت. در سال ۱۹۲۰، او به هدف دیرینه خود، افتتاح یک تجارت مد در لیژ در خیابان سنت لئونارد رسید. موفقیت ادامه یافت و او چهار کارگر به کار گرفت. در سال ۱۹۲۸، ماری با معشوقی آشنا شد که به شدت و با اشتیاق به او ارادت داشت، ماکسیمیلین هودی، که بیست سال از او جوان تر بود. با این حال، سقوط وال‌استریت در سال ۱۹۲۹ و ضعف اخلاقی بکر باعث شد که تجارتشان پایان پذیرد و ورشکستگی آنها در سال ۱۹۳۴ اعلام شد.
در اکتبر ۱۹۳۲، چارلز بکر جونیور در اثر سرطان درگذشت. سپس ماری مقداری از پول بدست آمده را برای پرداخت بدهی‌ها و نگهداری از هودی استفاده کرد. در سال ۱۹۳۳، او یک کار خیاطی را برای مشتریان ثروتمند خود راه اندازی کرد. سپس یکی از دوستانش به او پیشنهاد کرد که استعدادهایش را گسترش دهد و به زنان دربار برسد؛ بنابراین او شروع به رفت‌وآمد و نزدیکی با خانمهای ثروتمند دربار سلطنتی کرد، کسانی که اگرچه که نمی‌توانست جواهرات و عناوین آنها را داشته باشد، اما از آنها پول می‌گرفت.

## ماجرای بکر
ماری در ۱۶ اکتبر ۱۹۳۶ هنگامی که داشت هفدهمین سم گل انگشتانه را برای زنی به نام خانم لمی آماده می‌کرد دستگیر شد. تحقیقات بعدی قتل‌ها را روشن کرد. وی در ۷ ژوئیه ۱۹۳۸ مورد قضاوت قرار گرفت و روز بعد در یازده قتل، پنج اقدام به قتل، سرقت و جعل، مجرم شناخته شد. وی به اعدام محکوم شد و طبق روال از سال ۱۸۶۳، حکم وی به حبس ابد تبدیل شد. ماری بکر در طی جنگ جهانی دوم در ۱۱ ژوئن ۱۹۴۲ در زندان فورست درگذشت.